# Frans de Vreng
Franciscus de Vreng, appelé Frans de Vreng (né le 11 avril 1898 à Amsterdam aux Pays-Bas - mort le 13 mars 1974 à Amsterdam aux Pays-Bas) est un coureur cycliste sur piste néerlandais des années 1920.

## Palmarès
- 1920
  -  Médaillé de bronze en tandem aux Jeux olympiques d'Anvers